# フランキー堺とシティ・スリッカーズ
フランキー堺とシティ・スリッカーズ（フランキーさかいとシティ・スリッカーズ）は、フランキー堺が1953年に結成し、1959年ごろに解散したジャズバンド/コミックバンド。冗談音楽の王様と呼ばれたスパイク・ジョーンズ&ザ・シティ・スリッカーズのコピーバンドとして始まり、その音楽性はハナ肇とクレイジーキャッツに引き継がれた。メンバーの岩井直溥は「要するにシティ・スリッカーズは、のちの「ハナ肇とクレージー・キャッツ」の原型のようなものだったんです」と述べている。
のちフランキー堺が日活の専属となって俳優に転じ、バンドを脱退。その後も3年ほどフランキー堺不在のまま演奏活動を続けた。ハナ肇は「フランキー（堺）は、日活に行って映画をやるようになって俳優になったら、バンドの事なんて放ったらかして自分の事ばかり考えるようになってしまった」と、批判的に語っている。

## メンバー
- フランキー堺（ドラム）
- 桜井センリ（ピアノ）
- 谷啓（トロンボーン）
- 鈴木康允（ギター）
- 植木等（ギター、ボーカル） - 鈴木の後釜として参加[4][5]。中村メイコの「田舎のバス」（三木鶏郎作詞作曲）では牛の声を担当[6]。
- 福原彰（トランペット）
- 稲垣次郎（テナーサックス） - 1954年から1955年まで1年ほど在籍、その後「ハナ肇とキューバン・キャッツ」に移る[7]
- 岩井直溥（トランペット、アレンジ、指揮）
- このほか、ハナ肇もバンドボーイのような立場で出入りしていた[1]。